# N'Goussa
N'Goussa (em árabe: ﻧﻘﻮﺳﺔ) é uma comuna localizada na província de Ouargla, Argélia. De acordo com o censo de 2008, a população total da cidade era de 16 581 habitantes.